# Kmara (Kalačka mikroregija, Mađarska)
Kmara (mađ. Szakmár) je selo u jugoistočnoj Mađarskoj.
Zauzima površinu od 74,64 km četvornih.

## Zemljopisni položaj
Nalazi se u regiji Južni Alföld, na 46°33' sjeverne zemljopisne širine i 19°04' istočne zemljopisne dužine. 

## Upravna organizacija
Upravno pripada kalačkoj mikroregiji u Bačko-kiškunskoj županiji. Poštanski broj je 6336.
Kmari upravno pripadaju ova odvojena sela: Jerka (mađ. Felsőerek), Alsóerek (Duolnja Jerka), Gubelja (mađ. Gombolyag), Ovamna Tinja ("Ovamna" znači "prema ovamo, bliža", mađ. Kistény), Tinja (mađ. Öregtény) i još neka.

## Stanovništvo
U Kmari živi 1396 stanovnika (2002.). Stanovnici su Mađari.